# 10039 Keet Seel
10039 Keet Seel è un asteroide della fascia principale. Scoperto nel 1984, presenta un'orbita caratterizzata da un semiasse maggiore pari a 3,1509857 au e da un'eccentricità di 0,3694832, inclinata di 6,48758° rispetto all'eclittica.
L'asteroide è dedicato al Keet Seel, sito archeologico in Arizona.